# Relações entre Brunei e Indonésia
As relações entre Brunei e Indonésia referem-se às relações bilaterais do Sultanato do Brunei Darussalam e da República da Indonésia. Brunei tem uma embaixada em Jacarta, enquanto a Indonésia tem uma embaixada em Bandar Seri Begawan. Embora não compartilhem fronteiras terrestres diretas, a Indonésia e o Brunei compartilham a ilha de Bornéu. Desde que as relações diplomáticas foram estabelecidas em 1984, os países desfrutam de relações calorosas e amistosas. As relações globais entre os dois países estavam progredindo bem e ambos os lados continuavam a desfrutar de fortes laços em um amplo espectro de cooperações; incluindo comércio e investimento, turismo, agricultura, marinha e pesca, saúde, defesa, crimes transnacionais, educação, juventude, cultura e contatos entre pessoas.
Tanto Brunei quanto a Indonésia têm muitos traços característicos comuns, que incluem quadros comuns de referência em história, cultura e religião. Suas línguas nacionais; a língua indonésia e a língua malaia estão intimamente relacionadas. A maioria da população das duas nações era de ascendência austranésia ou da raça malaia, com significativa cultura malaia compartilhada entre elas. Ambas as nações são países de maioria muçulmana, membros da ASEAN e APEC, e também membros do Movimento Não Alinhado e Organização para a Cooperação Islâmica.

## História
As relações entre a Indonésia e Brunei foram estabelecidas desde o século XIV ou talvez antes. O poema javanês Nagarakretagama datado de 1365 CE menciona Barune (Brunei) no canto 14 como um dos estados vassalos estrangeiros do Império de Majapait. Durante a era colonial europeia, a Indonésia ficou sob posse holandesa como Índias Orientais Neerlandesas, enquanto Brunei, juntamente com Cingapura e Malásia, ficaram sob o domínio do Império Britânico. Na década de 1960, a Indonésia e o Brunei indiretamente trancaram a tensão militar através do Konfrontasi, onde a Indonésia se posicionou contra a formação da Malásia e despachou tropas infiltradas em Sarawak, Bornéu do Norte, incluindo Brunei. A República da Indonésia estabeleceu relações diplomáticas com o Brunei Darussalam em 1 de janeiro de 1984.

## Economia e comércio
Brunei tem sido um destino popular para os trabalhadores indonésios. A 31 de agosto de 2012, havia cerca de 58.000 cidadãos indonésios a permanecer e a trabalhar no Brunei.